# Palais Tepper

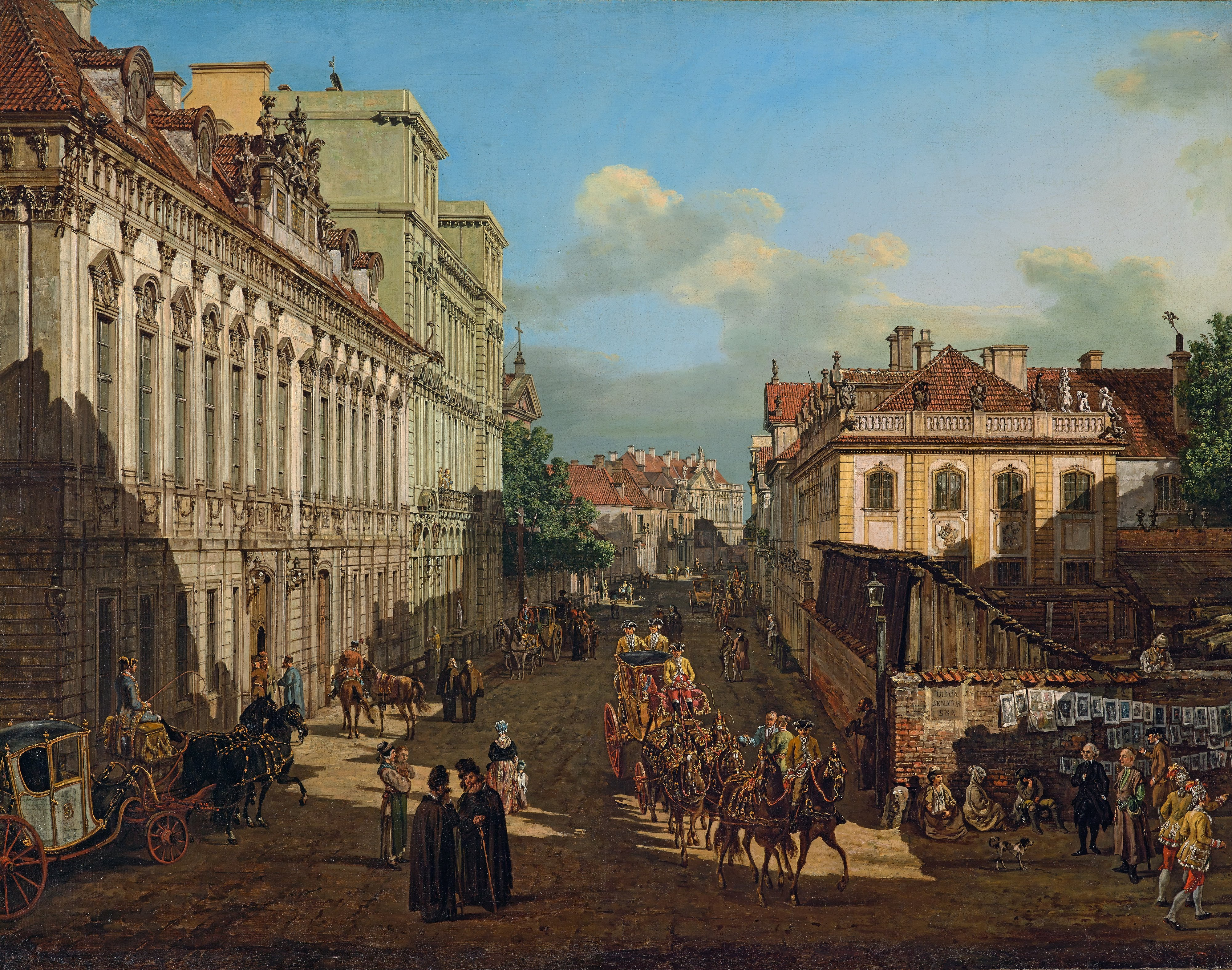
Miodowa-Straße von Canaletto aus dem Jahr 1777, Palais Tepper hinter dem Palast der Bischöfe von Krakau

Das Palais Tepper wurde 1774 von Ephraim Schröger im Auftrag von Piotr Tepper im Stile des Klassizismus in Warschau erbaut. Das Palais lag in der Miodowa-Straße, im 18. Jahrhundert wegen ihrer Paläste auch Pałacowa-Straße genannt.

## Geschichte
Ursprünglich befand sich hier ein Palast der Firlej. 1774 wurde von Ephraim Schröger ein Palais für den Bankier Piotr Tepper errichtet. Im Palais war sowohl die Bank als auch der Wohnsitz der Familie Tepper untergebracht. Nach dem Bankrott des Nachfolgers, Piotr Fergusson Tepper, im Jahr 1793 wurde das Palais im Kościuszko-Aufstand im Folgejahr gestürmt und Piotr Fergusson Tepper tödlich verletzt. Nach dem Tod des letzten Tepper wechselte das Palais mehrfach die Besitzer. 1807 organisierte Charles-Maurice de Talleyrand-Périgord im Palais einen Ball zu Ehren von Napoleon Bonaparte. Später wohnte Narcyza Żmichowska im Palais und Jan Lechoń wurde dort geboren. Das Palais brannte im September 1939 während der Schlacht um Warschau. Nach dem Zweiten Weltkrieg wurde seine Ruine 1948 abgetragen und an seiner Stelle entstand der Ost-West-Tunnel.